# Phereurhininae
Phereurhininae  (лат.) — подсемейство полужесткокрылых насекомых из семейства цикадок (Cicadellidae). Южная Америка. Экология не изучена. Крупного размера цикадки. Голова с выступом. Макросетальная формула задних бёдер равна 2+0. Жилкование передних крыльев полное. Обладают сходством с Cicadellinae.

## Классификация
Вподсемействе 3 рода и 5 видов.
- Clydacha Melichar, 1926
- Dayoungia Kramer, 1976
- Phereurhinus Jacobi, 1905